# خورشیدگرفتگی ۲۸ مارس ۱۹۶۸
خورشیدگرفتگی ۲۸ مارس ۱۹۶۸ (به انگلیسی: Solar eclipse of March 28, 1968) یک خورشیدگرفتگی از نوع خورشیدگرفتگی جزئی است. این خورشیدگرفتگی در تاریخ ۲۸ مارس ۱۹۶۸ میلادی (‎۸ فروردین ۱۳۴۷ خورشیدی) روی داد که زمان اوج آن، ساعت ۲۳:۰۰:۳۰ به‌وقت ساعت هماهنگ جهانی بوده‌است.